# Phyllachora swieteniae
Phyllachora swieteniae är en svampart som beskrevs av Petr. & Cif. 1932. Phyllachora swieteniae ingår i släktet Phyllachora och familjen Phyllachoraceae.   Inga underarter finns listade i Catalogue of Life.